# Parco nazionale di Touran
Il parco nazionale di Touran, con una superficie di 11.800 km², è la seconda area protetta più grande dell'Iran. Si trova nel nord-est del paese, nella provincia di Semnan. Grazie alle sue grandi dimensioni e alle condizioni inospitali della zona, qui è riuscito a sopravvivere un certo numero di specie ormai estinte in molte parti dell'Iran.

## Fauna
La riserva costituisce una delle ultime due roccaforti dell'asino selvatico persiano e uno degli ultimi rifugi del ghepardo asiatico. Si ritiene che nella riserva vivano circa 12-15 di questi felini. Tra gli ungulati, oltre agli asini selvatici, nel parco vivono la pecora selvatica, la capra selvatica e due specie di gazzelle (la gazzella indiana e la gazzella gozzuta).
Tra gli uccelli nidificanti vi sono l'ubara asiatica, la ghiandaia terragnola dell'Iran, endemica del Paese, e il corrione biondo.